# Ácido tricosílico
El ácido tricosílico, también llamado ácido tricosanoico, es un ácido graso saturado de cadena larga de 23 carbonos con la fórmula químicaCH
3(CH
2)
21COOH.

## Ocurrencia natural
El ácido tricosílico se encuentra de forma natural en las hojas de Cecropia adenopus y en el hinojo. También se encuentra en pequeñas cantidades en los lípidos de varias otras plantas.